# 유나 리
유나 리(영어: Euna Lee, 1972년 ~ )는 대한민국 출신의 미국 여성 언론인이다. 대한민국에 있을 당시의 이름은 이승은이다. 2005년 이래로 커런트 TV(Current TV)에서 일하고 있다. 2009년 조선민주주의인민공화국 국경 지대를 취재하다 조선민주주의인민공화국 당국에 억류되어 국제적 관심을 모았던 인물이다.
유나 리는 대한민국 출신이며, 1990년대에 미국으로 이주했다. 캘리포니아주 샌프란시스코에 있는 아카데미 예술대학교에서 영화와 방송을 전공하고 미술학사 학위를 취득했다. 배우 마이클 샐데이트와 결혼했으며 하나라는 이름의 딸이 있다.
유나 리와 동료 저널리스트 로라 링은 2009년 3월 17일 중화인민공화국의 조선민주주의인민공화국 국경 지대에서 탈북자 문제를 취재하던 중 조선민주주의인민공화국 국경을 넘은 것으로 알려져 있다. 이들은 순간적인 실수로 잠깐 국경을 넘은 것에 불과하여 곧바로 중국으로 되돌아가려 했으나, 조선민주주의인민공화국 당국은 이들을 붙잡아 억류하였으며, 국경을 불법 침입했다는 혐의를 씌워 12년 노동교화형에 처했다. 미국 정부는 판결에 항의했으며 두 기자의 석방을 위해 외교적인 노력을 시행했었다. 미국의 노력은 별다른 성과를 거두지 못한 채 이들은 4개월 이상 조선민주주의인민공화국에 강제 억류되어 있었다.그러다가 8월 4일, 빌 클린턴 전 미국 대통령이 이들을 석방하기 위한 협상을 하기 위해 조선민주주의인민공화국을 전격적으로 방문했다. 빌 클린턴 전 대통령과 김정일의 회담 후 이들은 특별 사면되었고, 곧바로 풀려나 미국으로 되돌아갔다.

## 같이 보기
- 미국 기자 북한 억류 사건